# Portal (Georgia)
Portal – miasto w Stanach Zjednoczonych, w stanie Georgia, w hrabstwie Bulloch.